# Danh sách trường đại học ở Việt Nam đào tạo ngành Kỹ thuật chế tạo
Kỹ thuật chế tạo, hay còn gọi là Cơ khí chế tạo máy hoặc Công nghệ Chế tạo máy là một chuyên ngành Kỹ thuật cơ khí, được coi là trái tim của quá trình công nghiệp hóa. Trong tương lai, nhu cầu nhân lực ngành này sẽ tăng cao, tạo nhiều cơ hội việc làm cho người học. Kỹ sư chế tạo máy có thể đảm nhận việc thiết kế sản phẩm, thiết kế máy móc-thiết bị-dụng cụ, lập quy trình chế tạo, lắp đặt, thử nghiệm hoặc gia công máy móc, thiết bị tại các Viện nghiên cứu, nhà máy, xí nghiệp, xưởng cơ khí.
Sau đây là danh sách các trường đại học đào tạo kỹ sư cơ khí, trong đó: Các tên in đậm là các trường đại học trọng điểm quốc gia Việt Nam, được chính phủ ưu tiên đầu tư phát triển, làm đầu tàu cho sự phát triển mạng lưới các trường đại học Việt Nam.

## Kỹ thuật Chế tạo
Đào tạo Kỹ sư Chế tạo máy hệ 5 năm. Chương trình này hướng tới đào tạo ra các kỹ sư R&D có tư duy sáng tạo, các chuyên gia công nghệ, các nhà thiết kế, các nhà nghiên cứu, phát triển sản phẩm mới.
1. Trường Đại học Bách khoa Hà Nội:
2. Học viện Kỹ thuật Quân sự:
3. Trường Đại học Bách khoa, Đại học Đà Nẵng:
4. Trường Đại học Bách khoa, Đại học Quốc gia Thành phố Hồ Chí Minh:
5. Trường Đại học Kỹ thuật Công nghiệp, Đại học Thái Nguyên:

## Công nghệ Kỹ thuật Chế tạo
Đào tạo Cử nhân Công nghệ Kỹ thuật Cơ khí hoặc Kỹ sư thực hành hệ 4 năm. Chương trình này đào tạo ra các cử nhân/kỹ sư điều hành, chỉ đạo sản xuất; triển khai chế tạo, lắp ráp, vận hành, bảo dưỡng, tư vấn về các hệ thống, thiết bị kỹ thuật trong sản xuất và đời sống.
1. Trường Đại học Hàng hải Việt Nam: Kỹ thuật Cơ khí, bắt đầu đào tạo từ 2014
2. Trường Đại học Giao thông vận tải: Cơ khí giao thông
3. Trường Đại học Mỏ Địa chất Hà Nội: Cơ khí khai thác mỏ
4. Trường Đại học Nông nghiệp Hà Nội: Cơ khí nông nghiệp
5. Trường Đại học Thủy lợi:
6. Trường Đại học Xây dựng:
7. Trường Đại học Lâm nghiệp:
8. Trường Đại học Điện lực:
9. Trường Đại học Kinh tế Kỹ thuật Công nghiệp:
10. Trường Đại học Hải Phòng:
11. Trường Đại học Công nghiệp Hà Nội:
12. Trường Đại học Công nghiệp Quảng Ninh:
13. Trường Đại học Công nghiệp Việt Hung:
14. Trường Đại học Công nghiệp Việt Trì:
15. Trường Đại học Nông Lâm Bắc Giang:
16. Trường Đại học Sao Đỏ
17. Trường Đại học Sư phạm Kỹ thuật Hưng Yên
18. Trường Đại học Sư phạm Kỹ thuật Nam Định
19. Trường Đại học Sư phạm Kỹ thuật Vinh
20. Trường Đại học Công nghiệp Vinh
21. Trường Đại học Xây dựng Miền Trung
22. Trường Đại học Nha Trang
23. Trường Đại học Công nghiệp Thành phố Hồ Chí Minh
24. Trường Đại học Công nghiệp Thực phẩm Thành phố Hồ Chí Minh
25. Trường Đại học Giao thông vận tải Thành phố Hồ Chí Minh
26. Trường Đại học Nông Lâm Thành phố Hồ Chí Minh
27. Trường Đại học Sư phạm Kỹ thuật Thành phố Hồ Chí Minh
28. Trường Đại học Kỹ thuật - Công nghệ Thành phố Hồ Chí Minh
29. Trường Đại học Kinh tế Công nghiệp Long An
30. Trường Đại học Kinh tế Kỹ thuật Bình Dương
31. Trường Đại học Lạc Hồng
32. Trường Đại học Sư phạm kỹ thuật Vĩnh Long